# کایتو کامییا
کایتو کامییا (ژاپنی: 神谷 凱士؛ زادهٔ ۱۶ ژوئن ۱۹۹۷) یک بازیکن فوتبال اهل ژاپن است.
از باشگاه‌هایی که در آن بازی کرده‌است می‌توان به باشگاه فوتبال کاوازاکی فرونتال اشاره کرد.